# Paradise (Terranova y Labrador)
Paradise es un pueblo canadiense situado en la provincia de Terranova y Labrador.

## Superficie
Paradise tiene una superficie de 29,67 km².

## Demografía
En 2021, tenía 22 957 habitantes, una densidad poblacional de 773,8 hab./km², y 9331 viviendas.